# 金田元彦
金田 元彦（かねだ もとひこ、1924年9月18日 -2013年9月22日）は、日本の国文学者。
東京生まれ。1942年関東学院中学部卒、47年國學院大學文学部卒、51年東京大学文学部言語学研究科修了。54年國學院大学文学部助手。講師、助教授、教授、2000年定年退任。幸田文に弟子入りしていた。イラン研究者であり、名寄市立大学講師の小山貴博は従孫。

## 著書
- 『古武士の知慧』古代文学史ノート刊行会　1959
- 『業平襍記』古代文学史ノート刊行会　1962
- 『源氏物語私記』1-3　風間書房　1989-92
- 『伊勢物語私記』風間書房 1990
- 『私の鵠沼日記 大佛次郎・幸田文の思い出』風間書房　1999

## 参考
- 『文藝年鑑2011』
- 『私の鵠沼日記』